# 1. Fussballclub Heidenheim 1846
L'1. Fussballclub Heidenheim 1846, meglio noto come 1. FC Heidenheim 1846, è una società calcistica tedesca con sede nella città di Heidenheim an der Brenz, nel Baden-Württemberg. Milita nella Bundesliga, la massima serie del campionato tedesco.
Nel 2022-2023 ha vinto il campionato di seconda serie, categoria in cui ha esordito nel 2014.

## Storia
Il club odierno fu fondato nel 2007 dalla separazione della sezione calcio dalla Heidenheimer Sportbund, polisportiva che ha 5.800 membri in 27 dipartimenti. L'indipendenza della sezione calcio dalla polisportiva madre le permette di operare sotto i più rigorosi standard economici che le squadre professionistiche membri della Federcalcio tedesca (Deutscher Fußball-Bund or German Football Association) devono rispettare.
Il Heidenheimer SB fu fondato nel 1972 dalla fusione tra il TSB Heidenheim e il VfL Heidenheim. Le origini del club risalgono al 14 agosto 1846, giorno in cui venne fondato il club di ginnastica Turngemeinde Heidenheim, che si sciolse nel 1852, ma fu ricostituito con la medesima denominazione nel 1861 e fu ribattezzato Turnverein Heidenheim nel 1872.
La sezione calcio di questo club nacque l'8 luglio 1911 e divenne una squadra indipendente con la denominazione VfR 1911 Heidenheim il 21 agosto 1922. Il club di nuoto Schwimmverein 04 Heidenheim si fuse con il VfR nel 1936 formando il VfL Heidenheim 04. Nel 1949, in seguito alla seconda guerra mondiale, i due club si separarono prendendo vie separate, i nuotatori mantenendo la loro denominazione originaria, i calciatori come VfL Heidenheim 1911.
Nel frattempo, il club progenitore TV 1846 Heidenheim si fuse il n 13 luglio 1935 con il SpVgg Heidenheim e il 3 aprile 1937 si fuse con il 1. Sportverein 1900 Heidenheim – che era noto come Athletenklub Hellenstein fino al 1920 – costituendo il TSV 1846 Heidenheim. Dopo la guerra il TSV si unì con il Turnerbund Heidenheim 1902 la cui storia era di un club di lavoratori. Il TB fu fondato il 21 dicembre 1902 e fu ridenominato Turnerbund Heidenheim il 6 agosto 1904. Questa squadra si fuse con il Arbeiterturnverein 1904 Heidenheim l'8 marzo 1919. Come altri club di lavoratori, il TB era considerato inaffidabile politicamente dal regime nazista e fu sciolto nel 1933. Fu rifondato dopo la guerra e il 3 febbraio 1946 si fuse con il TSV 1846 Heidenheim costituendo il TSB 1846 Heidenheim.

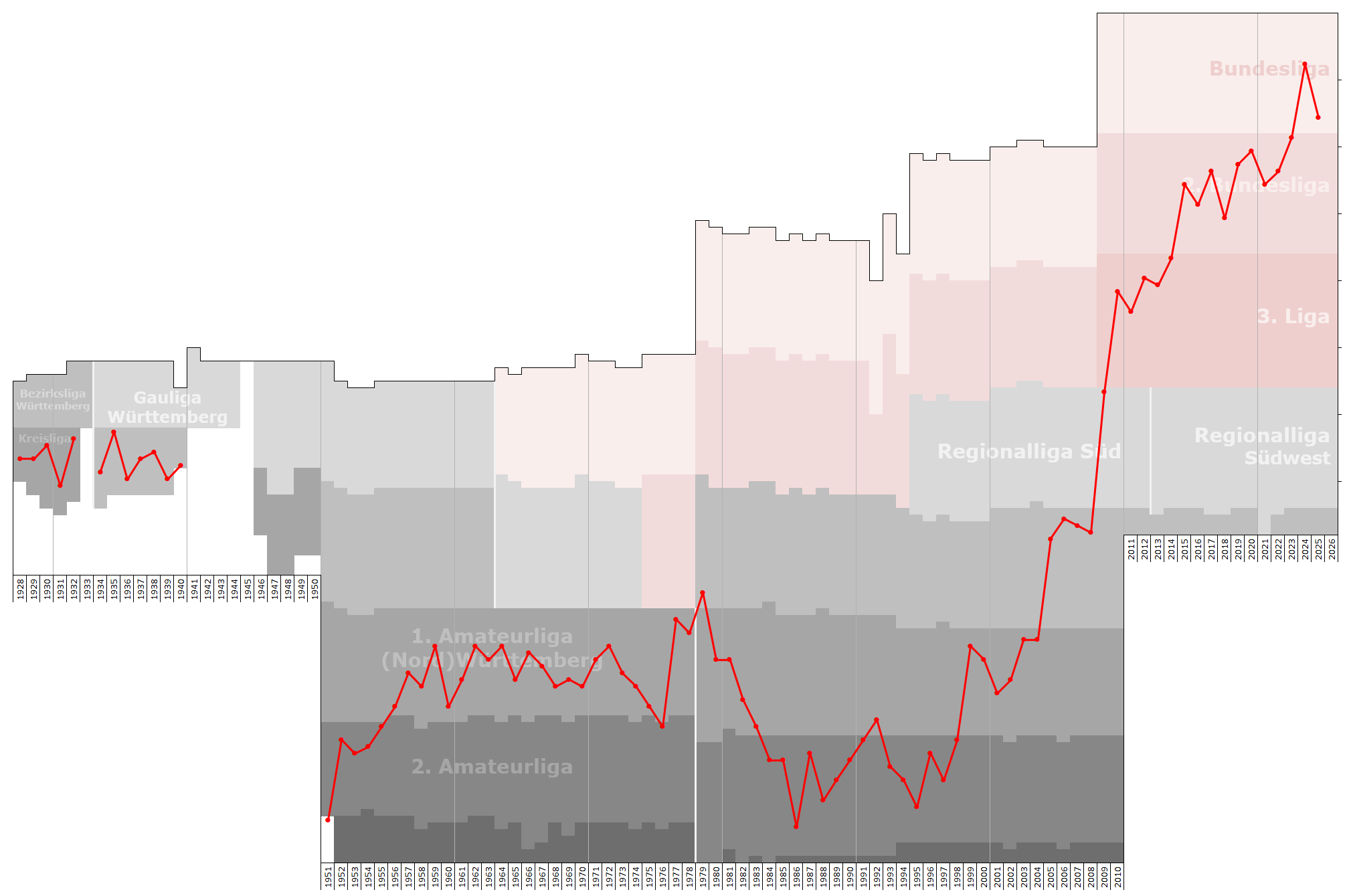
Grafico riassuntivo dei piazzamenti del club in campionato dal 1928 al 2023.

La fusione del 27 maggio 1972 tra il TSB e il VfL riportò la sezione calcio nei ranghi del club originario di ginnastica nella quale la stessa sezione calcio fu costituita. Il Heidenheimer SB e il suo predecessore VfL Heidenheim militarono in Amateurliga Württemberg (III) dal 1963 al 1975 e di nuovo dal 1976 al 1979. Le vittorie delle coppe regionali permise al club di partecipare al primo turno della DFB-Pokal (Coppa di Germania) nel 1975, 1978 e nel 1980, prima che il club finisse relegato in serie ancora più inferiori.
Il club si è poi ripreso, ottenendo nel 2004 la promozione in Oberliga Baden-Württemberg. Piazzandosi al secondo posto nel 2008, il club conquistò la promozione in Regionalliga Süd. Avendo simultaneamente vinto la Coppa del Württemberg, l'Heidenheim fu ammesso al primo turno della DFB-Pokal della stagione successiva, dove venne eliminata 0-3 dal Wolfsburg. Nel 2009, il Heidenheim, vincendo la Regionalliga Süd, conquistò la promozione in 3. Liga (terzo livello del calcio tedesco).
Dopo cinque stagioni in 3. Liga concluse sempre nella metà superiore della classifica, l'Heidenheim vinse il campionato nel 2013-2014, guadagnando per la prima volta la promozione in 2. Bundesliga. Allo stesso tempo il club ritirò la propria squadra riserve, che giocava nella Oberliga Baden-Württemberg, dalla competizione dopo che la presenza di tali squadre cessò di essere obbligatorie per i club professionistici. Nella stagione 2019-2020 ottenne il terzo posto in classifica, risultato che valse la qualificazione allo spareggio contro la terzultima della Bundesliga, il Werder Brema; il doppio incontro si chiuse sullo 0-0 a Brema e sul 2-2 tra le mura casalinghe, non consentendo all'Heidenheim di ascendere nel campionato di massima serie per via della regola dei gol in trasferta. La promozione fu centrata in modo clamoroso nel 2022-2023, all'ultima giornata. In svantaggio per 2-1 in casa del Jahn Ratisbona al novantesimo minuto, l'FCH riuscì a ribaltare il risultato nei minuti di recupero e si impose con il risultato di 3-2, vincendo così il campionato e ottenendo la promozione diretta in Bundesliga a spese dell'Amburgo, che pareva ormai destinato ad accompagnare il Darmstadt, già promosso.
Nella sia prima stagione in Bundesliga l'Heidenheim si rivelò una delle sorprese del campionato, terminato all'ottavo posto in classifica, qualificandosi alla UEFA Conference League. Nel 2024-2025, superando nel play-off di qualificazione l’Häcken, la squadra approdò alla fase campionato della Conference, terminata al sedicesimo posto: l'avventura europea proseguì dunque ai play-off, dove i tedeschi furono eliminati dal Copenaghen. In campionato, invece, dopo un buon inizio, l'Heidenheim crollò in classifica e terminò la stagione al sedicesimo posto, arrivando dunque a giocarsi il play-out per non retrocedere contro l’Elversberg, che venne sconfitto per 2-1 al ritorno dopo il pareggio per 2-2 all'andata.

## Colori e simboli

### Colori
La divisa dell'Heidenheim si caratterizza per la presenza dei colori rosso e bianco, la cui composizione varia a seconda dello stile della maglia. Nella stagione 2023-24 la maglia del club è rossa, contornata da un colletto bianco. Storicamente anche inserti di colore blu sono stati utilizzati, a ripresa dei colori dello stemma del club.

### Simboli ufficiali

#### Stemma
Lo stemma della squadra è composto da uno scudo spagnolo di colore blu, contenente un cerchio che racchiude, su sfondo rosso, le lettere FCH. Nella parte superiore, è riportata in bianco la denominazione ufficiale del club, assunta nel 2007.

#### Mascotte
La mascotte ufficiale del club, un orso di nome Paule, compare sempre nelle partite casalinghe della squadra, ed in iniziative benefiche supportate dal club.

## Strutture

### Stadio
Dal giugno 1973 la squadra gioca nell'Albstadion, che aveva una capacità di 8.000 posti. Dopo l'ampliamento del 2009, lo stadio ha preso il nome di Voith-Arena e la sua capienza è stata ampliata a 10.000 spettatori. A seguito di una ulteriore ristrutturazione nel 2013, l'impianto è stato allargato alla capienza di 13.000 persone. All'inizio del 2015 lo stadio è nuovamente ristrutturato, e portato alla capienza attuale di 15.000 spettatori.

## Società

### Settore giovanile
La società dispone di una sezione giovanile, denominata 1. Fussballclub Heidenheim 1846 II, fondata nel 1972.

## Allenatori e presidenti

### Allenatori

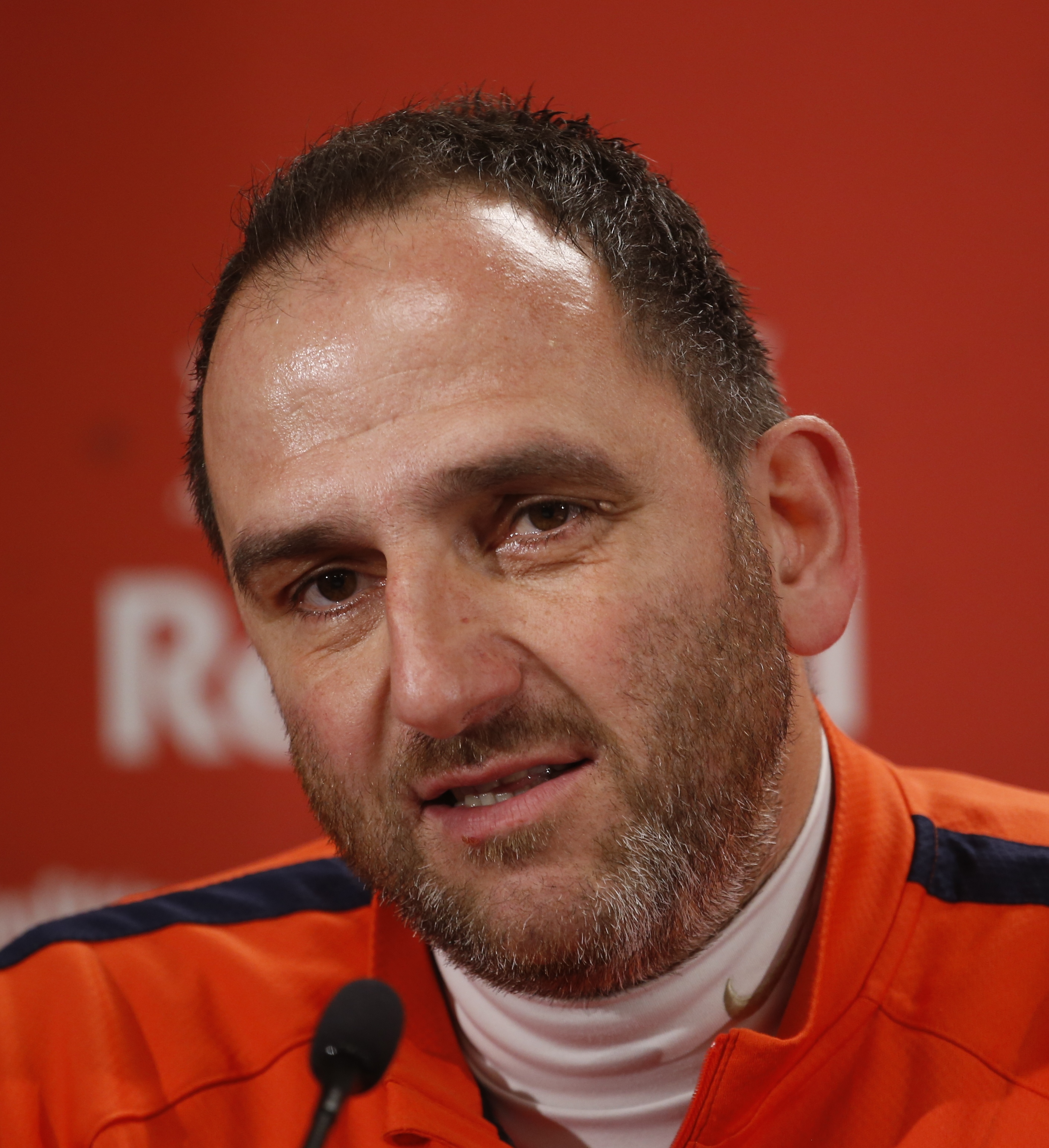
Frank Schmidt, alla guida dell'Heidenheim dal 2007. In precedenza è stato anche giocatore del club dal 2003 al 2007.

L'attuale allenatore dell'Heidenheim Frank Schmidt, che ha condotto il club alla prima promozione in massima serie nel 2023, detiene dal 17 settembre 2023 il record di allenatore più lungo alla guida della stessa squadra del calcio tedesco, sorpassando Volker Finke con i suoi 16 anni alla guida del club rosso-blu.

## Calciatori

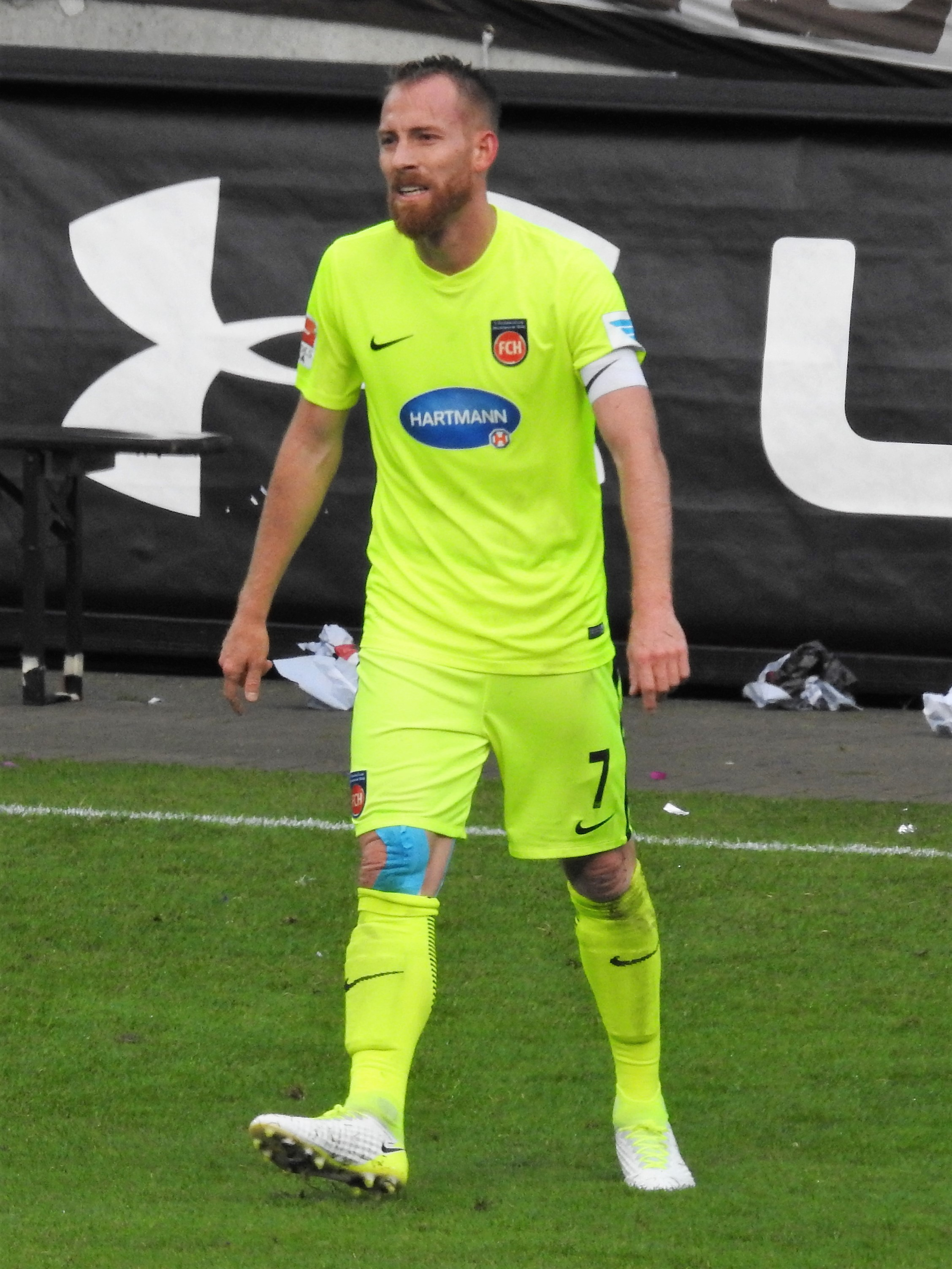
Marc Schnatterer.

Marc Schnatterer, storico capitano del club, ha militato nell'Heidenheim dal 2008 al 2021, e detiene il record di partite disputate con la squadra (457 in totale).

## Palmarès

### Competizioni nazionali
- Campionato tedesco di seconda divisione: 1

2022-2023
- 3. Liga: 1

2013-2014

### Competizioni regionali
- Regionalliga Süd: 1

2008-2009
- Württemberg Cup: 3

1965, 2008, 2011

### Altri piazzamenti
- Campionato tedesco di seconda divisione:

Terzo posto: 2019-2020
- Oberliga Baden-Württemberg

Secondo posto: 2005-2006
- Verbandsliga Württemberg

Secondo posto: 2002-2003, 2003-2004
- Württemberg Cup

Finalista: 1977

## Statistiche e record

### Partecipazione ai campionati e ai tornei internazionali

#### Campionati nazionali
Dalla stagione 1951-1952 alla 2025-2026 compresa il club ha ottenuto le seguenti partecipazioni ai campionati nazionali
| Livello | Categoria                  | Partecipazioni | Debutto   | Ultima stagione | Totale |
| ------- | -------------------------- | -------------- | --------- | --------------- | ------ |
| 1º      | Bundesliga                 | 3              | 2023-2024 | 2025-2026       | 3      |
| 2º      | 2. Bundesliga              | 9              | 2014-2015 | 2022-2023       | 9      |
| 3º      | 1. Amateurliga Württemberg | 22             | 1955-1956 | 1977-1978       | 28     |
| 3º      | Oberliga Baden-Württemberg | 1              | 1978-1979 | 1978-1979       | 28     |
| 3º      | 3. Liga                    | 5              | 2009-2010 | 2013-2014       | 28     |
| 4º      | 2. Amateurliga Württemberg | 5              | 1951-1952 | 1975-1976       | 15     |
| 4º      | Verbandsliga Württemberg   | 5              | 1979-1980 | 1991-1992       | 15     |
| 4º      | Oberliga                   | 4              | 2004-05   | 2007-08         | 15     |
| 4º      | Regionalliga               | 1              | 2008-2009 | 2008-2009       | 15     |
| 5º      | Divisioni regionali        | 25             | 1946-1947 | 2003-2004       | 25     |

#### Tornei internazionali
Alla stagione 2025-2026 il club ha ottenuto le seguenti partecipazioni ai tornei internazionali:
| Categoria              | Partecipazioni | Debutto   | Ultima stagione |
| ---------------------- | -------------- | --------- | --------------- |
| UEFA Conference League | 1              | 2024-2025 | 2024-2025       |

### Statistiche nelle competizioni UEFA
Tabella aggiornata alla fine della stagione 2024-2025.
| Competizione                  | Partecipazioni | G  | V | N | P | RF | RS |
| ----------------------------- | -------------- | -- | - | - | - | -- | -- |
| UEFA Europa Conference League | 1              | 10 | 6 | 1 | 3 | 15 | 14 |

## Tifoseria

### Gemellaggi e rivalità
La rivalità maggiormente sentita dai tifosi dell'Heidenheim è quella con il VFR Aalen, a causa della vicinanza geografica fra le due città di appartenenza, separate da solo 27 chilometri. La partita viene considerata un vero e proprio derby dalle rispettive tifoserie.

## Organico

### Rosa 2024-2025
Aggiornata al 10 gennaio 2025.
| N. |                      | Ruolo | Calciatore          |
| -- | -------------------- | ----- | ------------------- |
| 1  | Germania (bandiera)  | P     | Kevin Müller        |
| 2  | Germania (bandiera)  | D     | Marnon-Thomas Busch |
| 3  | Germania (bandiera)  | C     | Jan Schöppner       |
| 4  | Germania (bandiera)  | D     | Tim Siersleben      |
| 5  | Germania (bandiera)  | D     | Benedikt Gimber     |
| 6  | Germania (bandiera)  | D     | Patrick Mainka      |
| 8  | Germania (bandiera)  | C     | Eren Dinkçi         |
| 9  | Germania (bandiera)  | A     | Stefan Schimmer     |
| 10 | Danimarca (bandiera) | A     | Mikkel Kaufmann     |
| 11 | Germania (bandiera)  | A     | Denis Thomalla      |
| 12 | Georgia (bandiera)   | A     | Budu Zivzivadze     |
| 16 | Germania (bandiera)  | C     | Kevin Sessa         |
| 17 | Austria (bandiera)   | C     | Mathias Honsak      |
| 18 | Germania (bandiera)  | A     | Marvin Pieringer    |
| 19 | Germania (bandiera)  | D     | Jonas Föhrenbach    |

| N. |                        | Ruolo | Calciatore           |
| -- | ---------------------- | ----- | -------------------- |
| 20 | Germania (bandiera)    | C     | Niklas Dorsch        |
| 21 | Germania (bandiera)    | C     | Adrian Beck          |
| 22 | Germania (bandiera)    | P     | Vitus Eicher         |
| 23 | Germania (bandiera)    | D     | Omar Haktab Traoré   |
| 24 | Germania (bandiera)    | A     | Christian Kühlwetter |
| 27 | Germania (bandiera)    | D     | Thomas Keller        |
| 29 | Germania (bandiera)    | D     | Seedy Jarju          |
| 30 | Germania (bandiera)    | D     | Norman Theuerkauf    |
| 31 | Germania (bandiera)    | A     | Sirlord Conteh       |
| 33 | Stati Uniti (bandiera) | D     | Lennard Maloney      |
| 34 | Austria (bandiera)     | P     | Paul Tschernuth      |
| 36 | Germania (bandiera)    | C     | Luka Janeš           |
| 40 | Germania (bandiera)    | P     | Frank Feller         |
| 44 | Kosovo (bandiera)      | A     | Elidon Qenaj         |

### Staff tecnico
- Frank Schmidt - Allenatore
- Bernhard Raab - Vice allenatore
- Dieter Jarosch - Vice allenatore
- Bernd Weng - Preparatore dei portieri
- Said Lakhal - Preparatore atletico